# سامانه هشدار سریع

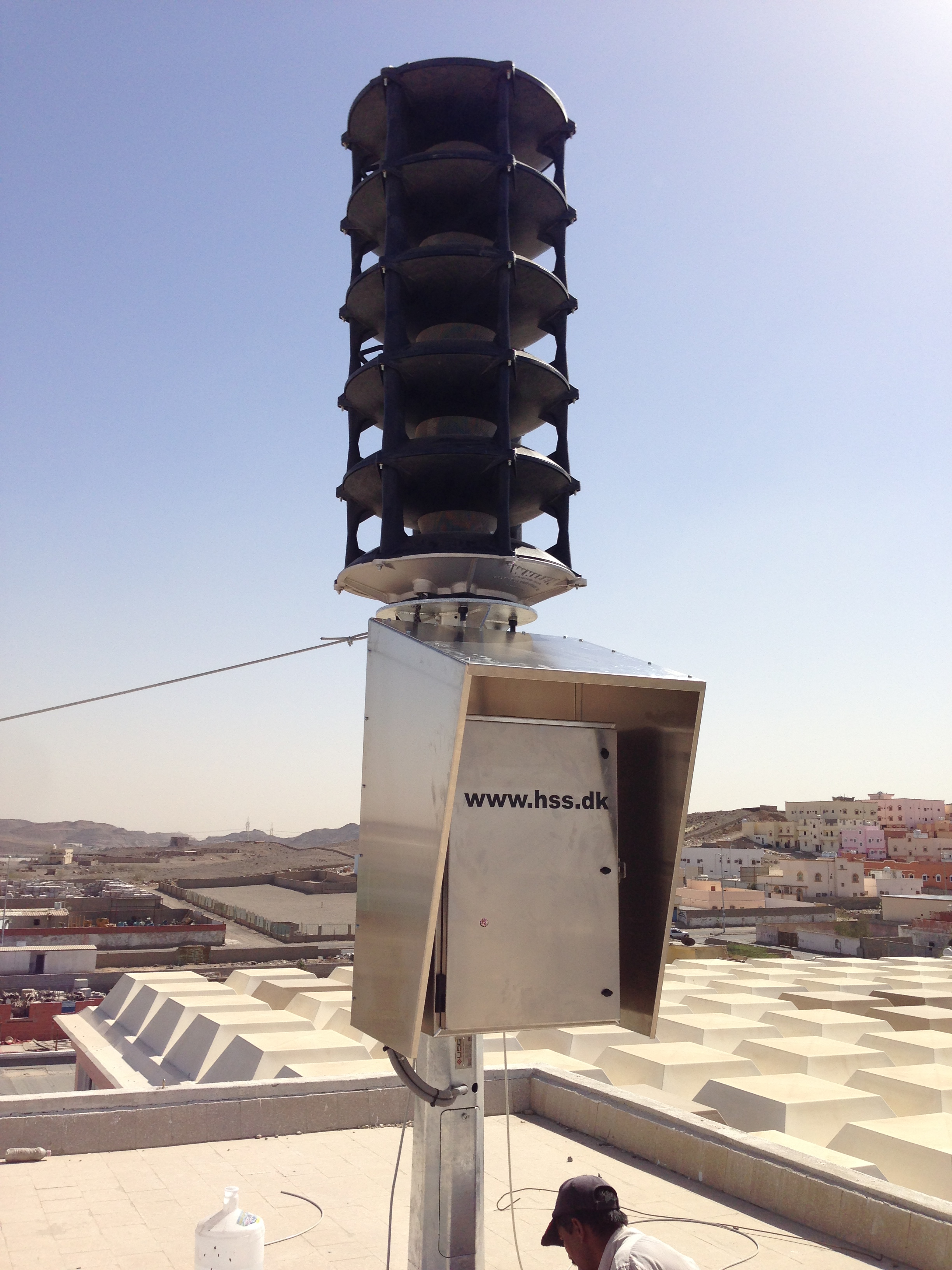
سیستم هشدار عربستان سعودی

سامانه هشدار سریع شامل مجموعه ای از سیستم‌های مخابراتی اطلاعاتی است که شامل انواعی از سنسورها و زیر سیستم‌های تشخیص رویداد و تصمیم‌گیری است. این مجموعه در کنار هم کار می‌کند تا تهدیدات را بسیار زودتر شناسایی کند تا فرصت و زمان کافی برای پاسخگویی و عکس العمل و تصمیم‌گیری فراهم شود.
برای اثربخشی بیشتر، سیستم‌های هشدار اولیه باید در کل یک سیستم و جامعه را شامل شود، به میزان کافی آموزش عمومی وجود داشته باشد.
یک سیستم هشدار اولیه کامل و مؤثر باید شامل این ۴ عنصر کلیدی و مهم باشد: تحلیل ریسک و خطر، نظارت و هشدار، انتشار و ارتباطات و درنهایت قابلیت پاسخگویی.

## کاربرد
تحلیل ریسک و خطر: شامل جمع‌آوری سیستماتیک داده‌ها و ارزیابی ریسک خطرات و آسیب‌پذیری‌های از پیش تعریف شده است.
نظارت و هشدار: شامل مطالعه عواملی است که نشان می‌دهد یک فاجعه قریب‌الوقوع است و همچنین روش‌هایی که برای تشخیص استفاده می‌شود.
انتشار و ارتباطات: شامل ارسال اخطارها و اطلاعات لازم به افراد در معرض خطر در مواقع حساس است به طوری که این اطلاعات به درست و روشنی در دسترس آن‌ها قرار بگیرد.
قابلیت پاسخگویی: نیازمند ایجاد یک طرح ملی و کشوری پاسخ دهی، آزمایش این طرح و اطمینان از اینکه عموم مردم بدانند که چگونه باید واکنش نشان دهند.

## تاریخچه
بعد از وقوع سونامی اقیانوس هند در ۲۶ دسامبر ۲۰۰۴، توجه عموم برای ایجاد یک سیستم هشدار سریع بسیار زیاد شد. از سیستم هشدار سریع برای وقایع بسیار از جمله تصادفات وسایل نقلیه، پرتاب موشک، شیوع بیماری و موارد دیگر می‌توان استفاده کرد.

## سامانه هشدار سریع در فناوری اطلاعات
این نوع از سامانه در زمینه امنیت فناوری اطلاعات نیز وجود دارد که هدف آن پیش‌بینی حملات قبل از وقوع است و بر اساس جمع‌آوری و همبسته سازی هشدارها از منابع متعدد کار می‌کند.
از جمله مثال‌های سامنه هشدار سریع در زمینه فناوری اطلاعات می‌توان به محصول DeepSight از شرکت امنیتی Symantec اشاره کرد. این سیستم اطلاعات هزاران مشتری جمع‌آوری می‌کند و هر مشتری می‌تواند اطلاعات شبکه خود را در پورتال Deepsight مشاهده کند. در صورت حمله به یک مشتری، سایرین به سرعت مطلع می‌شوند.